# Erycibe carrii
Erycibe carrii är en vindeväxtart som beskrevs av Hoogl. Erycibe carrii ingår i släktet Erycibe och familjen vindeväxter. Inga underarter finns listade i Catalogue of Life.